# ثعباني العين
ثعباني العين أو سحلية ثعبانية العين (الاسم العلمي: Ophisops)، جنس زواحف من فصيلة السحالي الحقيقية. أعطانها في جنوب شرق أوروبا ومن شمال شرق أفريقيا إلى غرب آسيا.